# Écomusée des Monts d'Arrée
 (septembre 2023).
L'écomusée des Monts d'Arrée est né en 1969 dans la mouvance du parc naturel régional d’Armorique. L’écomusée des Monts d’Arrée « a pour vocation, à travers la conservation et la valorisation d’un patrimoine rural bâti et naturel, de s’interroger sur les rapports historiques et contemporains qu’ont établis les habitants des Monts d’Arrée avec leur territoire. »

## La maison Cornec
La Maison Cornec est située à l’orée du bourg de Saint-Rivoal, au cœur des Monts d’Arrée, non loin de la tourbière du Yeun Elez.
Construite en 1702, elle est placée au sein d’un corps de ferme comprenant écuries, étables, bergerie et fours à pain.
Des sentiers de promenade conduisent à travers les vergers de pommiers, vers la fontaine et au fond de vallée.

### Histoire d'une maison paysanne
En 1969, le Parc naturel régional d’Armorique acquiert la Maison Cornec, construite en 1702.  Contrairement à nombre de maisons d’habitations de la même époque transformées au fil des années, la Maison Cornec a conservé son sol en terre battue, ses ouvertures à volets de bois et les traces de la cohabitation entre hommes et animaux.
La reconstitution d’un habitat du XVIIIe siècle permet d’imaginer ce que fut la vie d’une famille paysanne aisée dans les Monts d’Arrée, au cœur du bourg de St Rivoal.

#### La famille Cornec
Yvon Cornec et Anna Broustal se marient en 1688. Ils ont cinq enfants, parmi lesquels trois filles survivent. En 1702, ils font construire au bourg une grande maison dont ils occupent le rez-de-chaussée avec leurs enfants, partageant leur habitat avec trois vaches, logées à l’autre extrémité du logis. La maison est construite sans fondation. Le sol est fait de terre battue.
L’étage, accessible par l’escalier extérieur sous auvent, constitue un logement indépendant. Il servait probablement aux moines du Relec qui venaient percevoir des fermages auprès des paysans tenanciers.

#### Le bâtiment
Ses dimensions généreuses, la présence d’un étage, d’un apoteis (avancée à pignon perpendiculaire) et sa couverture en ardoise distinguent la Maison Cornec des constructions contemporaines en Centre-Finistère. Malgré la qualité de la construction de la Maison Cornec, qui se distingue en tous points des constructions contemporaines simples couvertes en genêt, la famille Cornec cohabite avec trois animaux. Cette pratique reste commune dans les Monts d’Arrée jusqu’au milieu du XIXe siècle. Elle est alors progressivement abandonnée, comme en témoigne la maison d’habitation de Monsieur Fagot, meunier de Kerouat. 

### La maison Cornec aujourd'hui
En partenariat avec l’association « Terres d’Arrée – Bro an Are » et les CIVAM, l’Ecomusée des Monts d’Arrée a fait du site de la Maison Cornec un lieu de rencontres et d’échanges autour du monde rural.
Durant la saison, animateurs,  bénévoles de l’Écomusée et producteurs de « Terres d’Arrée – Bro an Are » organisent et animent ensemble les « Vendredis Paysans », temps d’échanges et d’ateliers consacrés à l’installation et à la vie en milieu rural.

## Les moulins de Kerouat
En fond de vallée, ce hameau bâti entre le XVIIe et le XXe siècle est à découvrir. Ce village de meuniers, inhabité depuis 1965, témoigne de ce que fut la vie rurale d’autrefois.
Ce lieu de mémoire est aussi un lieu de promenade apprécié par les visiteurs. Les deux moulins à eau fondent l’essentiel des lieux. Ils sont entourés de deux maisons d’habitation meublées, deux fournils, des écuries, étables, granges, un verger, un potager, de parcelles boisées et d’autres avec des échantillons de cultures.
Une tannerie provenant de Lampaul-Guimiliau ainsi qu’une réplique d’un moulin à vent du Cap Sizun, implantées récemment sur le site, renseignent sur des techniques artisanales liées à la vie de la région.

### Un village de meuniers
En 1971, le Conseil général acquiert le petit hameau abandonné de Kerouat, isolé au fond d’une vallée. Deux fournils, de nombreux bâtiments d’élevage, un potager, un verger constituent ce hameau centré autour des deux moulins à eau, qui permettait à ses habitants de vivre en autonomie.

#### La famille Fagot
Les derniers occupants du hameau, Jeanne-Yvonne et Jean-François Fagot, ont disparu en 1961 et 1965. Ils étaient les derniers maillons d’une longue lignée de meuniers, née au XVIIe siècle avec Paul Keriel, premier meunier connu à Kerouat.

#### La formation d’un village
Autour d’un premier ensemble de bâtiments constitué par le moulin du haut et sa maison d’habitation attenante, le moulin du bas,  et quelques bâtiments réservés aux animaux, le hameau de Kerouat s’est progressivement agrandi. En 1831, Yves René Fagot fait construire un fournil, puis une maison dont l’aménagement est resté intact jusqu’à nos jours.

#### Un village autonome
Au cours du XIXe siècle, les constructions se multipliant laissent deviner le développement du bourg et de la famille Fagot. Moulin, fournil, travail du lin, potager, agriculture : tous ces éléments complémentaires permettaient au village de Kerouat de vivre en parfaite autonomie.
Aujourd’hui, la reconstruction d’une ancienne tannerie de Lampaul-Guimiliau et la reconstitution d’un moulin à vent permettent d’imaginer les modes de production et de vie dans les campagnes des Monts d’Arrée.

### Le hameau de Kerouat aujourd'hui
Des artisans professionnels interviennent tout au long de l’année au hameau de Kerouat pour vous faire découvrir des techniques traditionnelles diverses : fabrication de barrières, initiation à la traction animale, découverte de la meunerie, de la boulangerie  ou encore du travail de l’ardoise.d’interprétations dédiés aux moulins, à la vie traditionnelle au XIXe siècle et aux ardoisières, ces animations permettent de découvrir l’adaptation des habitants des Monts d’Arrée à leur territoire, d’hier à aujourd’hui.

## Des paysages
À travers une zone humide, un bocage serré, le long d’un bief ou encore d’un chemin creux, les promenades à travers les sites de l’Ecomusée sont appréciées par les visiteurs.
Les paysages de l’Écomusée, parce qu’ils sont les traces de notre patrimoine, sont gérés avec le même soin que les bâtiments historiques qui le constituent. Appliquant un modèle de gestion dite « différenciée », l’Ecomusée des Monts d’Arrée œuvre pour le respect de son environnement. Il partage ainsi les ambitions de ses principaux partenaires, le Parc naturel régional d’Armorique et le Conseil général du Finistère.

### Des paysages construits
Les aménagements faits par les familles Cornec et Fagot des environs immédiats de leur habitation résultent de choix pragmatiques. Déchiffrer ces aménagements, c’est comprendre les préoccupations et nécessités de familles du XVIIIe et du XIXe siècle.
Les talus
Omniprésents sur les deux sites de l’Ecomusée, les talus entourant les cultures et chemins creux avaient de multiples fonctions : limites de propriétés, clôtures, protections contre le vent, réserves en bois. Sur le site de la Maison Cornec, les talus sont restés quasiment inchangés depuis le XVIIIe siècle.
L’eau
Coulant sous des dalles de schiste à l’intérieur de la Maison Cornec, le long du bief et des canaux d’irrigation ou encore sous le fournil du hameau de Kerouat, l’eau reste l’élément central du choix de la localisation des habitations. Son utilisation a fortement dessiné les paysages de l’Ecomusée.
Les vergers
Présents dans chaque ferme malgré l’apparition tardive de la fabrication du cidre dans le centre-Finistère, les vergers sont placés dans les endroits peu propices à la culture et susceptibles de protéger le village ou encore de fournir un ombrage adéquat.
La gestion différenciée
S’inspirant des méthodes agricoles traditionnelles, la technique consiste à ne pas appliquer la même intensité ni la même nature de soins à tous les espaces. Ceux-ci sont différenciés en fonction de leur intérêt, leur fonction et leur niveau de fréquentation. La flore naturelle ou sauvage est ainsi préservée et devient un outil de valorisation du site.
Agropastoralisme
L’autre aspect de cette expérimentation vise l’utilisation d’animaux rustiques pour l’entretien du site. Moutons et chèvres assurent ainsi la tonte de certains espaces.
Manon
Depuis 2002, l’entretien des espaces fragiles se fait également en partie grâce à Manon, jument de race « trait breton », qui assure des missions de débardage, de labour et d’entretien du jardin potager. L’écomusée est correspondant pour le Finistère et les Côtes d’Armor de l’association Prommata. Il organise des stages de découverte de la traction animale.

## Fréquentation
Pour des raisons techniques, il est temporairement impossible d'afficher le graphique qui aurait dû être présenté ici.